# Maria Antonelli
Maria Elisa Mendes Ticon Antonelli (Resende, 25 febbraio 1984) è una giocatrice di beach volley brasiliana.

## Biografia
Ha debuttato nel circuito professionistico internazionale il 26 settembre 2006 a Vitória, in Brasile, in coppia con Vanilda Leão piazzandosi in 25ª posizione. Il 30 agosto 2008 ha ottenuto la sua prima vittoria in una tappa del World tour a Kristiansand, in Norvegia, sempre insieme a Vanilda Leão. Nel massimo circuito FIVB ha trionfato per 9 volte con due partner differenti.
Ha disputato l'edizione dei Giochi olimpici di Londra 2012, occasione in cui si è classificata in nona posizione insieme a Talita Antunes.
Ha preso parte altresì a tre edizioni dei campionati mondiali, ottenendo come miglior risultato la medaglia di bronzo a Stavanger 2009 in coppia Talita Antunes.

## Palmarès
Campionati mondiali
- 1 bronzo: a Stavanger 2009

Coppa del Mondo
- 1 oro: a Campinas 2013

World tour
- 27 podi: 9 primi posti, 9 secondi posti e 10 terzi posti

World tour - vittorie
| Data           | Località     | Nazione       | in coppia con  |
| -------------- | ------------ | ------------- | -------------- |
| 30 agosto 2008 | Kristiansand | Norvegia      | Vanilda Leão   |
| 2 maggio 2009  | Shanghai     | Cina          | Talita Antunes |
| 31 maggio 2009 | Seul         | Corea del Sud | Talita Antunes |
| 11 luglio 2009 | Gstaad       | Svizzera      | Talita Antunes |
| 15 agosto 2009 | Kristiansand | Norvegia      | Talita Antunes |
| 25 luglio 2010 | Marsiglia    | Francia       | Talita Antunes |
| 29 agosto 2010 | L'Aia        | Paesi Bassi   | Talita Antunes |
| 24 luglio 2011 | Québec       | Canada        | Talita Antunes |
| 29 aprile 2012 | Sanya        | Cina          | Talita Antunes |